# General Film Company

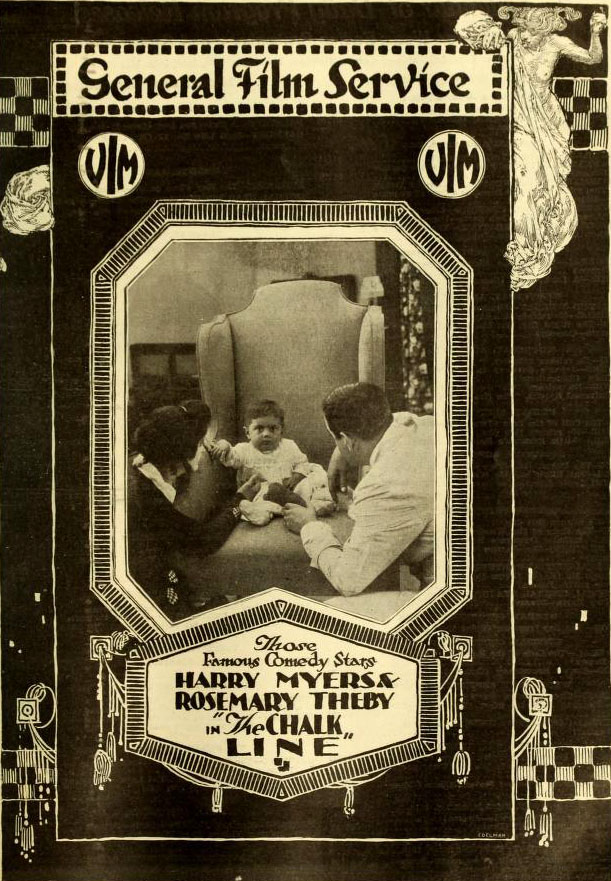
The Chalk Line (1916)

La General Film Company était une compagnie de distribution de films aux États-Unis. Entre 1909 et 1920, elle a diffusé plus de 12 000 films muets, dont des courts métrages de Chaplin.
Elle a été créée par la Motion Picture Patents Company (MMPC) en vue d'avoir un monopole sur la distribution de films. Des concurrents comme Motion Picture Distributing and Sales Company (en), National Independent Moving Picture Alliance et la Film Service Association, sont apparus à l'époque. À partir de 1912, la puissance de la General Film Company a commencé à décliner.
Le 30 mars 1918, la General Film Company a été vendue à la Lincoln & Parker Film Company du Massachusetts. Thomas Edison l'a à son tour rachetée pour la revendre au producteur Robert L. Giffen en octobre 1919.